# Минарет Тотлебена
Минарет Тотлебена, также известный как Кедайнский минарет (лит. Kėdainių minaretas) — единственный отдельно стоящий минарет в Литве, находящийся в городе Кедайняй, в городском парке, между железнодорожной станцией Кедайняй и рекой Дотнувеле.

## История
Минарет был построен в 1880 году русским генералом Эдуардом Тотлебеном, владельцем поместья в Кедайняе. Он был построен в память о службе генерала в русской армии во время русско-турецкой войны. Местная легенда утверждает, что минарет был построен в память о возлюбленной генерала.

## Архитектура

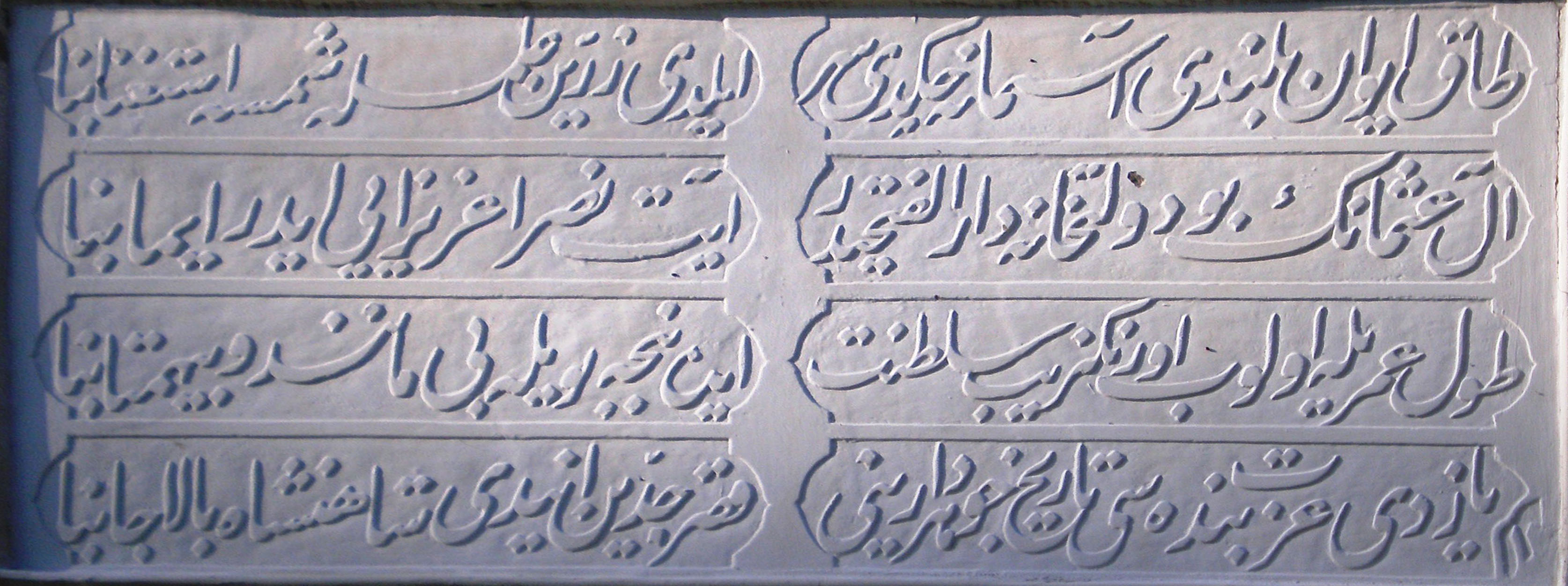
Надпись на османском языке

Минарет построен в стиле османской архитектуры. Он имеет игольчатую вершину, высоту 25 метров и имеет балкон, на который можно подняться по внутренней лестнице. На его стене прикреплены две мемориальные доски. Одна из них написана на османском языке и описывает красивый дворец, построенный османским султаном. На второй мемориальной доске имеется арабская надпись из Корана, сура Аль-Бакара, стих 255 аяту-л-курси, в котором говорится Кто может ходатайствовать перед Ним (Богом), кроме как с Его (Божьего) позволения?.
Минарет является местным памятником архитектуры.